# William Shawn
William Shawn (* 31. August 1907 in Chicago; † 8. Dezember 1992 in New York) war ein amerikanischer Zeitschriftenredakteur, der von 1952 bis 1987 das Magazin The New Yorker redigierte.

## Leben
William Shawn wurde als Sohn von Benjamin W. und Anna Bransky Chon am 31. August 1907 in Chicago geboren. Von der University of Michigan schied er nach zwei Jahren 1927 aus. Er ging nach Las Vegas und arbeitete dort bei der Lokalzeitung Optic. Danach kehrte er in seinen Geburtsort zurück und arbeitete als Journalist. Um 1930 ließ er seinen Nachnamen in „Shawn“ umändern. 1932 ging er mit seiner jungen Frau Cecille nach New York, um dort als Komponist seinen Lebensunterhalt zu bestreiten. Cecille nahm eine Stelle beim New Yorker an; ihr Ehemann begann 1933, ebenfalls dort zu arbeiten.
Er beaufsichtigte die Berichterstattung des Magazins über den Zweiten Weltkrieg. Im Jahre 1946 überzeugte er den Gründer der Zeitschrift, Harald Ross, die gesamte Ausgabe vom 31. August 1946 dem kompletten Abdruck der Reportage Hiroshima von John Hersey zur Verfügung zu stellen. Ross verstarb 1951. Kurz danach wurde William Shawn Chefredakteur.
Shawns sanfter Stil stand im direkten Gegensatz zu Ross’ lebhafter Art des Schreibens. In der gesamten Redaktion waren seine Schüchternheit, seine Platzangst und Furcht vor Fahrstühlen fast schon legendär.
Als die Firma Advance Publications 1985 die Zeitschrift kaufte, versprachen die neuen Eigentümer, die Redaktion werde erst den Besitzer wechseln, wenn Shawn in Pension ginge. Doch die Gerüchteküche, wer Shawns Nachfolger würde, war schon längst angeheizt. Shawn war schon sehr lange Redakteur und die übliche Kritik, das Magazin sei langweilig und abgedroschen geworden, wuchs. Im Februar 1987 drängte der Vorsitzende von Advance Publications, S. I. Newhouse, Shawn aus dem Redaktionsstab. Der Nachfolger Shawns wurde dann schließlich Robert Gottlieb. Shawn nahm schließlich bis zu seinem Tod am 8. Dezember 1992 einen Posten als Redakteur beim New Yorker Verlag Farrar, Straus and Giroux an.
Shawn war mit Cecille Lyon liiert, die er 1928 geheiratet hatte. Er hatte drei Kinder. Eines der Kinder ist der Autor und Schauspieler Wallace Shawn. Allen Shawn, ebenfalls eines seiner Kinder, ehelichte Jamaica Kincaid. Shawns ehemalige Kollegin Lillian Ross enthüllte 1996 in einer Kurzbiografie, dass sie von 1950 bis zu Shawns Tod eine Affäre mit ihm hatte und dass seine Frau davon gewusst habe. Er wurde 2005 im Film Capote von Bob Balaban dargestellt.
| Personendaten    | Personendaten             |
| ---------------- | ------------------------- |
| NAME             | Shawn, William            |
| KURZBESCHREIBUNG | amerikanischer Journalist |
| GEBURTSDATUM     | 31. August 1907           |
| GEBURTSORT       | Chicago                   |
| STERBEDATUM      | 8. Dezember 1992          |
| STERBEORT        | New York                  |